# Holocarboxylase-Synthetase-Mangel
Ein Holocarboxylase-Synthetase-Mangel (HCS) ist eine sehr seltene angeborene, autosomal rezessiv vererbte Stoffwechselstörung des Biotinstoffwechsels mit frühem, lebensbedrohlichen Krankheitsbeginn mit Erbrechen, Tachypnoe, Krampfanfällen, Irritabilität und Lethargie bis zum Koma.
Der Holocarboxylase-Synthetase-Mangel gehört zum Formenkreis des Multiplen Carboxylase-Mangels.
Synonyme sind: Holocarboxylase-Synthase-Mangel; Multipler Carboxylase-Mangel, früh-einsetzender; Multipler Carboxylase-Mangel, neonataler; Carboxylase-Defekt, multipler; Carboxylase-Defekt, Biotin-sensiber, multipler; englisch holocarboxylase synthetase deficiency
Die Erstbeschreibung stammt aus dem Jahre 1971 durch den britischen Arzt D. Gompertz und Mitarbeiter, eine weitere Beschreibung stammt aus dem Jahre 1979 durch den US-amerikanischen Humangenetiker Jess Thoene und Mitarbeiter.

## Verbreitung
Die Häufigkeit ist nicht bekannt, sie wird mit unter 1 zu 200.000 Lebendgeborenen angegeben. Die Vererbung erfolgt autosomal-rezessiv.

## Ursache
Der Erkrankung liegen Mutationen im HLCS-Gen auf Chromosom 21 Genort q22.13 zugrunde, welches für die Holocarboxylase-Synthetase kodiert.
Dieses Enzym und die Biotinidase besitzen gegenläufige Aktivitäten.

## Klinische Erscheinungen
Klinische Kriterien sind:
- Manifestation unmittelbar bis Wochen nach der Geburt
- Gedeihstörung, Erbrechen, Lethargie, Muskelhypotonie
- exfoliative Dermatitis

Unbehandelt kommt es zu Krampfanfällen, Hirnödem bis zum Koma.

## Diagnose
Die Diagnose ergibt sich aus klinischer und labormedizinischer Untersuchung mit Ketoazidose, Laktatazidose und Hyperammonämie.
Die Diagnose kann durch Nachweis der verminderten Enzymaktivität in Leukozyten oder Fibroblasten oder humangenetisch bestätigt werden. Eine Pränataldiagnostik ist möglich.

## Differentialdiagnose
Abzugrenzen sind:
- Biotinidasemangel
- Isolierter Carboxylase-Mangel, Synonyme: 3-Methylcrotonylglycinurie; MCC-Mangel; MCCD; 3-Methylcrotonyl-CoA-Carboxylase-Mangel, isolierter,[7]

## Therapie
Die Behandlung besteht aus Substitutionstherapie mit freiem Biotin.

## Prognose
Unbehandelt ist die Sterblichkeit hoch, eine Frühdiagnose hilft Schäden durch metabolische Krise zu vermeiden.